# GstarCAD
GstarCAD DWG (autor Gstarsoft, osnovani u studenom 1992 godine) je CAD alat za 2D / 3D projektiranje, crtanje, pregled i ispis tehničkih crteža.  
GstarCAD nudi dvije verzije licenciranja: 
- Doživotna licenca
- Godišnja licenca (pretplata)

GstarCAD dolazi u Standard, Professional i Akademskoj verziji.  Dostupan je na više jezika engleskom, španjolskom, njemačkom, francuskom, kineskom (pojednostavljeni i tradicionalni), češkom, talijanskom, japanskom, korejskom, mađarskom, francuskom.
GstarCAD je jedna od boljih alternativa drugim poznatim CAD alatima na tržištu i pruža kompatibilnost datoteka s OpenDWG. Sučelje je vrlo slično najpoznatijem CAD alatu AutoCAD-u.
GstarCAD dolazi u nekoliko varijanti:
- GstarCAD (Standard, Professional i Akademska verzija)
- GstarCAD Mechanical
- GstarCAD Architecture

- GstarCAD MC (klijent za mobilne uređaje i tablet uređaje)
- DWG FastView Plus[1]

## GstarCAD verzije
1. GstarCAD 2022 Professional i Standard
2. GstarCAD2021 Professional 2D i 3D | GstarCAD Service Pack 2[2]
3. GstarCAD2020 Professional 2D i 3D
4. GstarCAD2019 Professional 2D i 3D
5. GstarCAD2019 Standard 2D
6. GstarCAD2019 mrežna verzija
7. GstarCAD2018
8. GstarCAD2017
9. GstarCAD2016
10. GstarCAD2015
11. GstarCAD2012
12. GstarCAD 2011 Professional
13. GstarCAD 2011 Standard
14. GstarCAD 2010 Professional
15. GstarCAD 2010 Standard
16. GstarCAD8

## GstarCAD Mechanical verzije
1. GstarCAD Mechanical 2020 | GstarCAD Mechanical 2020 SP1
2. GstarCAD Mechanical 2019
3. GstarCAD Mechanical 2018

## GstarCAD FastView verzije
1. GstarCAD FastView 2020[3]
2. GstarCAD FastView 2019

## Vanjske poveznice
- GstarCAD Hrvatska